# مقاومية
المقاومية الكهربائية أو المقاومة النوعية (Resistivity) هي خاصية تختلف من مادة (كيمياء) لأخرى، وتسمى بالمقاومية الكهربائية النوعية أو المقاومية ويرمز لها بالحرف اللاتيني (ρ) ويقرأ رو rho .تستخدم لحساب المقاومة الكهربائية لموصل منتظم الشكل والبنية. الوحدة المستخدمة هي:
Ω · m (وهي اختصار ل Ω · m2/m). ومقلوب المقاومية النوعية يعطينا الموصلية الكهربائية.

## قوانين المقاومة والموصلية
ينص قانون المقاومة على مايلي:

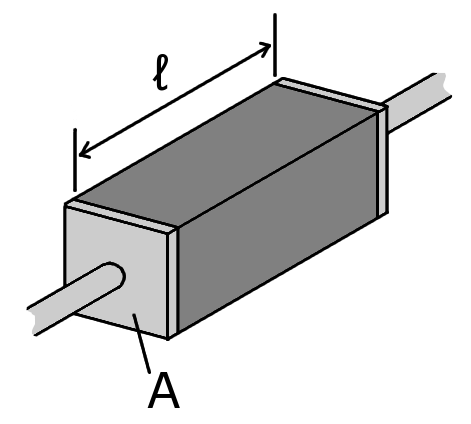
المقاومة متصلة من طرفيها بالتيار الكهربائي

المقاومة (م) = طول الموصل * المقاومية / مساحة المقطع المستعرض
إذا كان طول الموصل بالمتر ومساحة مقطعه المستعرض بالمليمتر المربع، نحصل على وحدة المقاومية.
المقاومية = أوم * مليمتر مربع / متر
المقاومية = أوم ملم2 / م
يعطي مقلوب المقاومية دلالة على قابلية المادة للتوصيل الكهربائي ويطلق عليه الموصلية:
الموصلية = 1 / المقاومية
وحدتها = متر / (أوم * ملم2.)

## أسباب المقاومية واعتمادها على درجة الحرارة
يكمن سبب المقاومية النوعية في سببين:
- اصطدام الجسيمات حاملة الشحنة (أي الإلكترونات) بالذرات المكونة للمادة، وهذه تكون معتمدة على درجة الحرارة،
- اصطدام الإلكترونات بالشوائب الموجودة في المادة، وهذه لا تكون معتمدة على درجة الحرارة، وإنما تعتمد على تركيز الشوائب في المادة.

الجزء من المقاومية النوعية (نوعية لأنها تختلف من مادة إلى مادة) الذي يعتمد على درجة الحرارة يتغير خطيا مع درجة الحرارة - في حيز محدود لدرجات الحرارة- طبقا للمعادلة:
{\displaystyle \rho (T)=\rho (T_{0})\cdot (1+\alpha \cdot (T-T_{0}))}
حيث:
α المعامل الحراري للمقاومية: Tدرجة الحرارة:
T0 أي درجة حرارة مرجعية،
فعلى سبيل المثال يمكن أخذ (ρ(T0) للمقاومية النوعية الكهربائية عند
T0 = 293,15 كلفن، ونقرأها من الجدول أسفله.
يمكن للمقاومية النوعية (ρ(T0 أن تكون ذات إشارة موجبة فيسمى الموصل «موصل بارد» أما إذا كانت (ρ(T0 سالبة الإشارة فيسمى الموصل «موصلا ساخنا». ويكون الاعتماد على درجة الحرارة خطيا في حيز محدود لدرجات الحرارة، ويمكن أن يكون الحيز كبيرا نسبيا للمعادن النقية، وإلا فنحتاج إجراء بعض التصحيحات في المعادلة.
ويكون اعتماد المقاومية النوعية الكهربائية للسبائك اعتمادا طفيفا على درجة الحرارة، ذلك بسبب أن المقاومية في هذه الحالة تعتمد أساسا على تركيز الشوائب أو مواضع الخلل في الشبكة البلورية للمواد.

## المقاومية النوعية كموتّر
في معظم المواد تكون المقاومية الكهربائية ثابتة في مختلف الاتجاهات، وفي تلك الحالة يكفي اعتبار قيمة المقاومية كقيمة غير متجهة، أي كمية مقترنة بوحدة.
أما بالنسبة إلى بلورة أحادية وليست من النظام البلوري المكعب فنجد أن المقاومية الكهربائية لها تختلف من اتجاه بلوري إلى آخر. معظم الفلزات تتبلور طبقا للنظام البلوري المكعب، وتكون لذلك متساوية المقاومية في جميع الاتجاهات البلورية.
أما في المواد عديدة البلورات فهي تتسم بمقاومية مختلفة المقادير في الاتجاهات المختلفة للنسيج البلوري. مثل تلك المواد الجرافيت كبلورة مفردة - وهو يتبلور طبقا للنظام البلوري السداسي أو عندما يكون في هيئة عديدة البلورات. تكون المقاومية النوعية في تلك الحالة موتر يربط بين شدة المجال الكهربائي {\displaystyle {\vec {E}}} بشدة التيار {\displaystyle {\vec {j}}} ، طبقا للعلاقة:
{\displaystyle {\vec {E}}=\rho \cdot {\vec {j}}}

## علاقة المقاومية بالمقاومة الكهربائية
المقاومة الكهربائية لأحد الموصلات المنتظم المقطع نحسبها كالآتي:

مقاومة كهربائية موصولة بالتيار من طرفيها.

{\displaystyle R=\rho \cdot {\frac {l}{A}}}
حيث:
R مقاومة كهربائية،
ρ المقاومية النوعية،
l طول المقاومة،:A مساحة مقطع المقاومة (عموديا على طول المقاومة).
وبناء على ذلك فيمكننا تعيين {\displaystyle \rho } من قياس مقاومة الموصل عندما تكون مقاييسه معروفة:
{\displaystyle \rho ={R}\cdot {\frac {A}{l}}}
وعلى سبيل المثال يمكننا حساب مساحة مقطع A سلك أسطواني من القطر d :
{\displaystyle A=\pi \cdot {\frac {d^{2}}{4}}}
وتفترض تلك المعادلة أن يكون توزيع التيار في المقاومة R متساويا عبر مساحة المقطع A ، أي أن تكون شدة التيار الكهربائي J موزعا توزيعا متساويا على مساحة المقطع. ويكون هذا الافتراض صحيح عندما يكون طول المقاومة كبيرا بلنسبة إلى مثاييس المقطع وذلك بالنسبة على تيار مستمر أو إذا كان تردد التيار المتردد ترددا صغيرا. وتؤدي الترددات العالية وشكلية الأطراف إلى عدم تساوي شدة التيار عبر مقطع المقاومة.
وتباع الكبلات الكهربائية مع ذكر مقاومتها بالنسبة إلى الطول، ووحدتها تكون: أوم/متر.

## المقاومية النوعية للمواد
تخضع المقاومية النوعية للمواد إلى التصنيفات: موصل، شبه موصل، وعازل. وهذا التصنيف مبني على مقدار المقاومية النوعية لكل مادة:
- موصل: ρ < 10−6 Ωm
- شبه موصل: ρ = 106…1012 Ωm
- عازل: ρ > 1012 Ωm

وهو تقسيم تقديري كما نرى وذلك بسبب اعتماد كل منها على درجة الحرارة وعلى الأخص في أشبا الموصلات. وكان من المستحسن أن يعتمد التقسيم على مستوى فيرمي.
تعطي القائمة التالية المقاومية النوعية والتوصيلية conductivity لبعض المواد عن 20 درجة مئوية، وتنطبق الوحدة (Ω · mm2/m = 10−6 Ω · m)على المقاومية النوعية.
| المادة            | ρ (Ω•m) at 20 °C                                          | σ (S/m) at 20 °C                              | معامل الحرارة (K−1 | Reference     |
| ----------------- | --------------------------------------------------------- | --------------------------------------------- | ------------------ | ------------- |
| الفضة             | 1.59×10−8                                                 | 6.30×107                                      | 0.0038             | [ 1 ] [ 2 ]   |
| النحاس            | 1.68×10−8                                                 | 5.96×107                                      | 0.0039             | [ 2 ]         |
| الذهب             | 2.44×10−8                                                 | 4.10×107                                      | 0.0034             | [ 1 ]         |
| ألمونيوم          | 2.82×10−8                                                 | 3.5×107                                       | 0.0039             | [ 1 ]         |
| كالسيوم           | 3.36×10−8                                                 | 2.98×107                                      | 0.0041             |               |
| تنجستن            | 5.60×10−8                                                 | 1.79×107                                      | 0.0045             | [ 1 ]         |
| الزنك             | 5.90×10−8                                                 | 1.69×107                                      | 0.0037             | [ 3 ]         |
| النيكل            | 6.99×10−8                                                 | 1.43×107                                      | 0.006              |               |
| الليثيوم          | 9.28×10−8                                                 | 1.08×107                                      | 0.006              |               |
| الحديد            | 1.0×10−7                                                  | 1.00×107                                      | 0.005              | [ 1 ]         |
| البلاتين          | 1.06×10−7                                                 | 9.43×106                                      | 0.00392            | [ 1 ]         |
| قصدير             | 1.09×10−7                                                 | 9.17×106                                      | 0.0045             |               |
| حديد الزهر (1010) | 1.43×10−7                                                 | 6.99×106                                      |                    | [ 4 ]         |
| الرصاص            | 2.2×10−7                                                  | 4.55×106                                      | 0.0039             | [ 1 ]         |
| حديد كهربائي      | 4.60×10−7                                                 | 2.17×106                                      |                    | [ 5 ]         |
| الزئبق            | 9.8×10−7                                                  | 1.02×106                                      | 0.0009             |               |
| نيكل-كروم         | 1.10×10−6                                                 | 9.09×105                                      | 0.0004             | [ 1 ]         |
| الجرافيت          | 2.5e×10−6 to 5.0×10−6 ⊥basal plane 3.0×10−3 //بنية بلورية | 2 to 3×105 ⊥basal plane 3.3×102 //basal plane |                    | [ 6 ]         |
| الألماس           | 1×1012                                                    | ~10−13                                        |                    | [ 7 ]         |
| الجرمانيوم        | 4.6×10−1                                                  | 2.17                                          | −0.048             | [ 1 ] [ 2 ]   |
| ماء البحر         | 2×10−1                                                    | 4.8                                           |                    | [ 8 ]         |
| ماء الشرب         | 2×101 to 2×103                                            | 5×10−4 to 5×10−2                              |                    | [بحاجة لمصدر] |
| الزجاج            | 10×1010 to 10×1014                                        | 10−11 to 10−15                                | ?                  | [ 1 ] [ 2 ]   |
| كاوتشوك           | 1×1013                                                    | 10−14                                         | ?                  | [ 1 ]         |
| الكبريت           | 1×1015                                                    | 10−16                                         | ?                  | [ 1 ]         |
| الهواء            | 1.3×1016 to 3.3×1016                                      | 3×10−15 to 8×10−15                            |                    | [ 9 ]         |
| بارافين           | 1×1017                                                    | 10−18                                         | ?                  |               |
| تيفلون            | 10×1022 to 10×1024                                        | 10−25 to 10−23                                | ?                  |               |

يتغير المعامل الحراري بدرجة الحرارة ودرجة نقاوة المادة، والمعدلات الحرارية المعطاة هنا هي تقريبية.
المقاومة المنخفضة (وبالتالي التوصيلية العالية) للفضة مميزة للمعادن. وقد فسر «جورج جامو» خواص المعادن عم 1947 في كتابه «واحد إثنين ثلاثة... مالانهاية»: «تختلف المادة المعدنية عن سائر المواد في أن غلاف ذراتها الإلكتروني الخارجي يكاد يكون متحررا من الذرات وبعضها فعلا يتحرر وينفصل عنها. وعلى ذلك يكون صلب المعدن مليئا بإلكترونات حرة يمكنها التحرك فيه بحرية. وعندما يقع سلك معدني تحت تأثير قوة كهربائية مؤثرة على طرفيه فإن تلك الإلكترونات الحرة تنساب في اتجاه القوة المؤثرة وتنتج ما نسمية تيار كهربائي.» ومن يحب التعمق فإن نموذج الإلكترون الحر يعطيه وصفا دقيقا عن حركة الإلكترونات في المعادن.

### بنية النطاق الإلكتروني

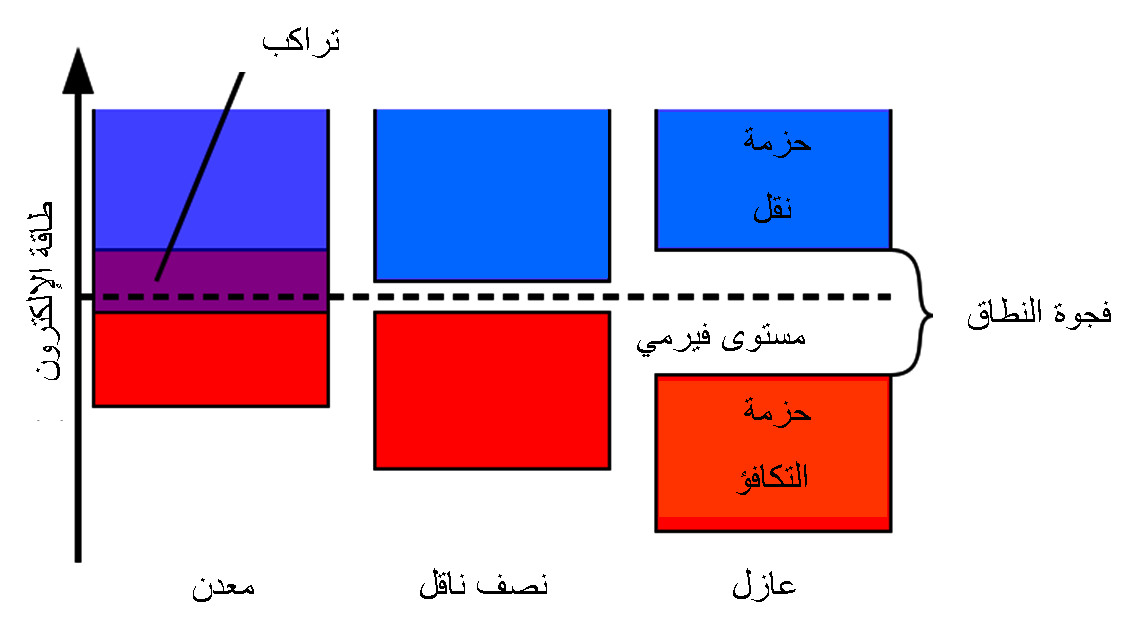
شكل مبسط يوضح نطاقات الطاقة للإلكترونات في المعادن ، وشبه موصل ، والعوازل.

تصف ميكانيكا الكم أن الإلكترون في الذرة لا يستطيع أن يتخذ أي قيمة عشوائية، وأنما يمكنه شغل مستويات للطاقة محددة ولا يمكنه أخذ أي قيمة للطاقة بين أي أثنين من تلك المستويات المنفصلة. وعندما يكون عدد كبير من تلك المستويات للطاقة متراكمة بحيث تصبح المسافات بينها صغيرة فيمكننا الكلام عن مستويات الطاقة تلك على أنها «نطاق طاقة» أو «حزمة طاقة». وقد يوجد في المادة عدة من تلك النطاقات للطاقة وهذا يعتمد على العدد الذري (أي عدد الإلكترونات في الذرة) وتوزيعهم (بصرف النظر عن مؤثرات خارجية قد تعدل من توزيع نطاقات الطاقة). وبالنسبة إلى ظاهرة التوصيلية الكهربائية يعمل نطاقان من نطاقات الطاقة دورا رئيسيا: أولهما «نطاق التكافؤ»، وثانيهما «نطاق التوصيل» (يعلو نطاق الطاقة فوق نطاق التكافؤ). ويمكن للإلكترونات التي تشغل نطاق التوصيل أن تتحرك بحرية في المادة في وجود مجال كهربائي مؤثر حيث يكون ارتباط تلك الإلكترونات بذراتها ضعيفا. هذا الوصف ينطبق في حالة المعادن.
أما في العوازل وأشباه الموصلات تؤثر الذرات في المادة على بعضها البعض بحيث تنشأ بين نطاق التكافؤ ونطاق التوصيل عدة مستويات للطاقة تكون غير مسموحة لشغلها بإلكترونات. ولكي يمر التيار فلا بد من أن تكتسب إلكترونات طاقة تمكنها من القفز وعبور تلك المستويات الممنوعة وتصل إلى نطاق التوصيل. وفي تلك الحالات فمن الممكن أن يتسبب تسليط جهد كهربائي كبير في تمرير تيار كهربائي قليل الشدة.

## اقرأ أيضا
- مقاومة
- مقاومة كهربية